# Мальданін
Мальданін (пол. Maldanin, нім. Maldaneien) — село в Польщі, у гміні Піш Піського повіту Вармінсько-Мазурського воєводства.
Населення — 406 осіб (2011).

## Демографія
Демографічна структура станом на 31 березня 2011 року:
|          | Загалом | Допрацездатний вік | Працездатний вік | Постпрацездатний вік |
| -------- | ------- | ------------------ | ---------------- | -------------------- |
| Чоловіки | 204     | 53                 | 139              | 12                   |
| Жінки    | 202     | 44                 | 125              | 33                   |
| Разом    | 406     | 97                 | 264              | 45                   |